# Ivan Šaponjić
Ivan Šaponjić (ur. 2 sierpnia 1997 w Nova Varoš) – serbski piłkarz występujący na pozycji napastnika w słowackim klubie Slovan Bratysława. Wychowanek Partizana, w trakcie swojej kariery grał także w takich zespołach, jak Benfica B, Zulte Waregem, Atlético Madryt oraz Cádiz. Młodzieżowy reprezentant Serbii.

## Sukcesy
Partizan
- Mistrzostwo Serbii: 2014/15
- Finał Pucharu Serbii: 2014/15

Slovan Bratysława
- Mistrzostwo Słowacji: 2021/22

Reprezentacja
- Mistrzostwo świata do lat 20: 2013